# Adapter

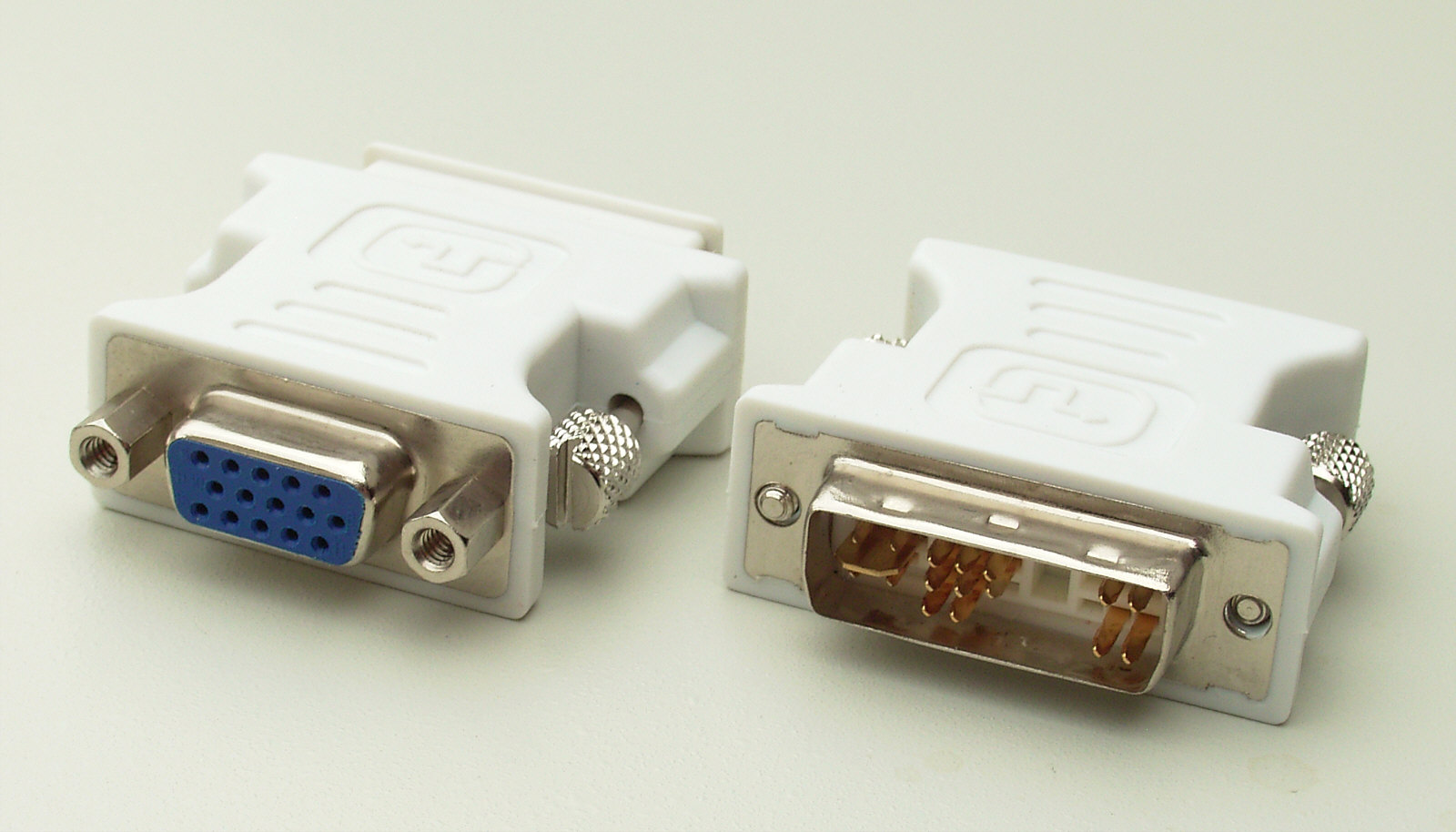
Verloopstuk voor het aansluiten van een VGA-monitor op de digitale DVI-uitgang van een computer.

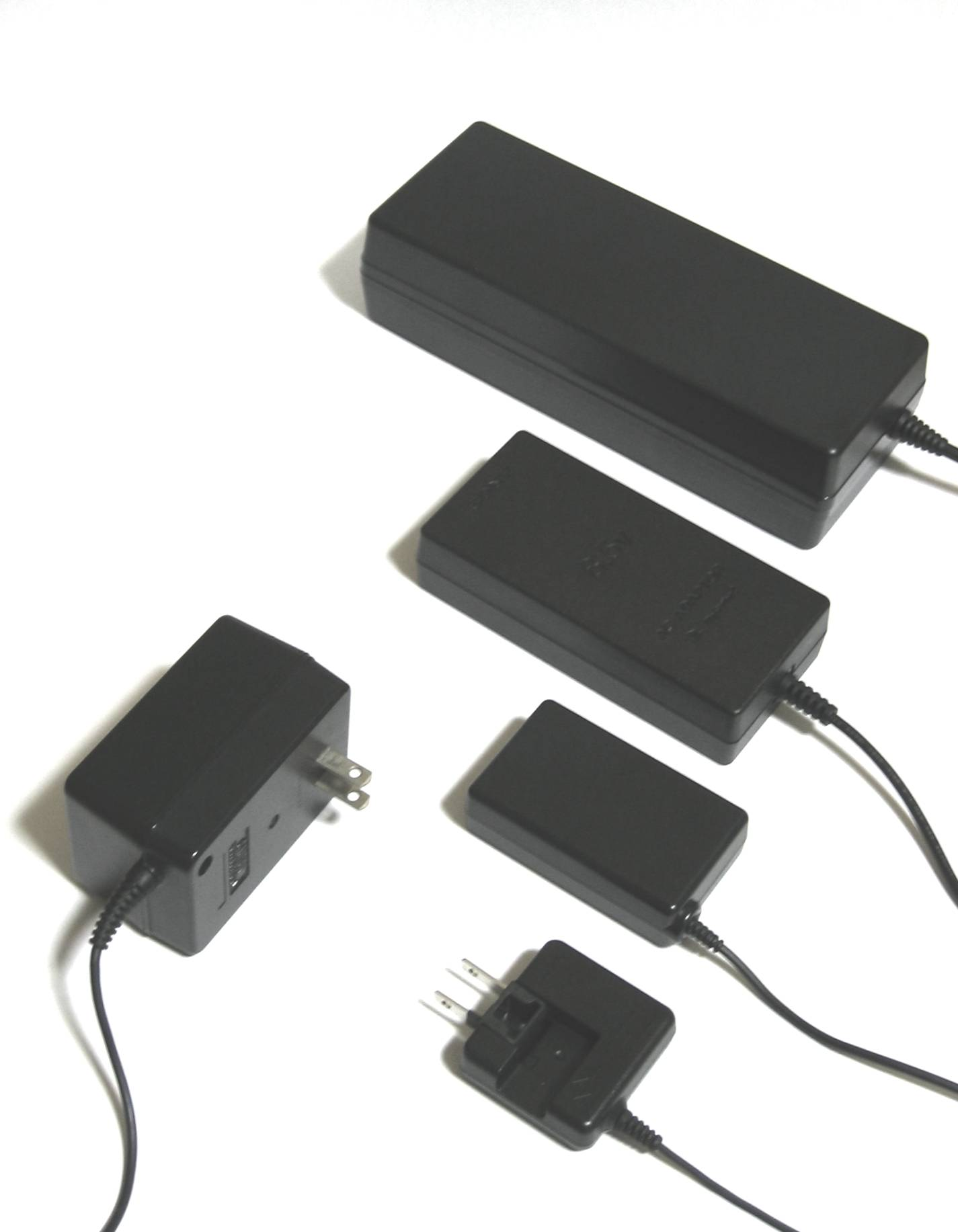
Netvoedingsapparaten

Een adapter of verloopstuk is een hulpmiddel waarmee een verbinding kan worden gemaakt tussen twee delen die niet zonder meer aan elkaar passen.

## Voorbeelden

### Buizen
Wenst men een verbinding te maken tussen twee waterleidingbuizen van verschillende diameter, dan is er een verloopstuk nodig. Hetzelfde geldt voor rioolbuizen van verschillende diameters, of voor de aansluiting van een regenwaterafvoer op een rioolleiding (deze hebben naast verschillende diameters ook verschillende wanddiktes).

### Reisstekkers
Wenst men een elektrisch apparaat te gebruiken in een ander land, waar de stopcontacten anders zijn, dan is er een verloopstuk nodig. Zo'n verloopstuk wordt wel reisstekker genoemd. Een reisstekker verandert niet de netspanning en kan dus alleen gebruikt worden als het aangesloten apparaat op dezelfde netspanning werkt als het gebruikte stopcontact. Laders voor laptops en USB-laders zijn meestal geschikt voor verschillende netspanningen, maar andere apparatuur (haardrogers, scheerapparaten e.d.) niet.

### Computerapparatuur
Voor computerapparatuur bestaat een enorme hoeveelheid adapters. Sommige bestaan slechts uit een stekker en een contrastekker die met wat draden op de juiste manier verbonden zijn; andere kunnen ingewikkelde elektronica bevatten om verschillende communicatieprotocollen te vertalen. Voorbeelden:
- USB - mini-USB-micro-USB-adapters (alleen draadverbindingen)
- displayport - VGA-, DVI-, HDMI-adapters (bevatten in feite een miniatuur grafische kaart
- USB - audio-adapters (bevatten een miniatuur geluidskaart
- USB - PS/2-adapters voor muizen en toetsenborden
- VGA - DVI-adapters

## Netvoedingsadapter
Een toestel dat de netspanning omzet in een lagere spanning, meestal gelijkspanning, bijvoorbeeld voor het opladen van een mobiele telefoon of het aansluiten van een apparaat dat ook op batterijen kan werken, wordt meestal adapter genoemd. Een dergelijke adapter kan één geheel vormen met een netstekker, wat weleens lastig kan zijn in meervoudige stopcontacten.
De gelijkspanning uit een adapter is niet geheel gelijk aan die uit batterijen: er zijn apparaten die wel op batterijen werken, maar niet op dezelfde gelijkspanning uit een adapter.